# Porto-Novo
Porto-Novo (portugiesisch für „Neuer Hafen“) ist die Hauptstadt von Benin.
Mit knapp 270.000 Einwohnern ist sie die zweitgrößte Stadt des Landes nach Cotonou. Porto-Novo ist Sitz der Nationalversammlung Benins, des Präsidenten und einiger Ministerien. Die meisten Ministerien haben ihren Sitz jedoch in Cotonou, das auch das wirtschaftliche Zentrum des Landes ist. Porto-Novo ist ferner die Hauptstadt des Departements Ouémé. In der Sprache Gun hat die Stadt den Namen Hogbonou, in der Sprache Yoruba den Namen Adjatchê.

## Geographie

### Lage und Stadtgliederung
Porto-Novo ist eine Hafenstadt an der Porto-Novo-Lagune, einer Ausweitung des Badagry Creeks, der ein parallel zur Küste verlaufender Arm des Golfs von Guinea ist. Die Staatsgrenze zu Nigeria liegt etwa fünf Kilometer östlich von Porto-Novo. Die Nachbargemeinden der Stadt sind Akpro-Missérété und Avrankou im Norden, Adjarra im Norden und Osten, Sèmè-kpodji im Süden und Aguégué im Westen.
Von ihrer Anlage her lässt sich die 52 km2 große Stadt in vier große Teile gliedern: die historische Altstadt, das Handelsviertel mit dem Grand Marché („großer Markt“) im Südwesten, das Verwaltungsviertel mit den Regierungsgebäuden im Westen und das neue Wohngebiet im Osten. In verwaltungsmäßiger Hinsicht besteht Porto-Novo aus fünf Arrondissements, die sich wiederum aus quartiers (Stadtvierteln) zusammensetzen.

### Klima
In Porto-Novo herrscht tropisches Klima. Die relative Luftfeuchtigkeit beträgt im Mittel 75 %, der jährliche Niederschlag 1200 mm. Die Lufttemperatur variiert zwischen 21,9 °C und 32,8 °C. Es gibt zwei Trockenzeiten, von Mitte November bis Mitte März sowie von Mitte Juli bis Mitte September, und zwei Regenzeiten, von Mitte März bis Mitte Juli sowie von Mitte September bis Mitte November. Von Dezember bis Januar kommt es aufgrund des Harmattan zu großen Temperaturschwankungen im Tagesverlauf.

## Geschichte

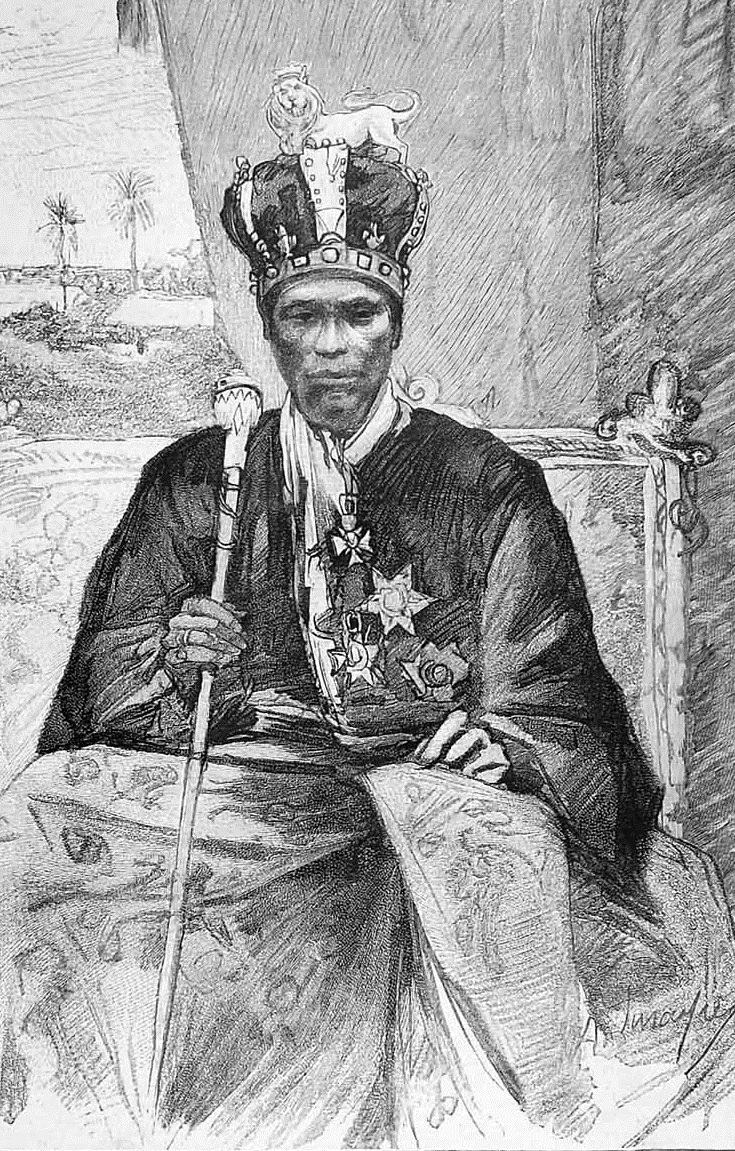
König Toffa

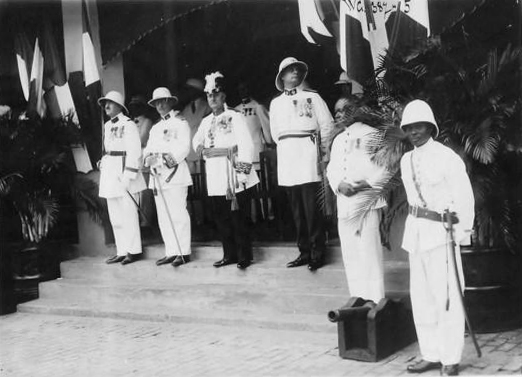
Théophile Tellier (dritter von links), französischer Gouverneur Dahomeys, in Porto-Novo auf einer Fotografie von 1931

Porto-Novo wurde entweder bereits im 16. Jahrhundert oder um 1730 gegründet, nachdem die Stadt Allada vom Königreich Dahomey erobert worden war. Seit seiner Gründung befand sich Porto-Novo im Einflussgebiet des Königreichs Oyo. Einer der Überlieferung nach ersten namentlich bekannten Herrscher Porto-Novos, das als Staat zunächst noch Ajase Ipo hieß, war König Tê Agbalin (1688–1729). Der Sklavenhandel mit den Portugiesen, den Namensgebern von Stadt und Königreich, brachte einen wirtschaftlichen Aufschwung mit sich. Als das Königreich Dahomey die Hafenstadt Ouidah besetzte, stieg Porto-Novo zum bevorzugten Anlaufhafen der Sklavenhändler auf.
Im 19. Jahrhundert trat Frankreich an die Stelle Portugals und bewahrte die Stadt vor der ständigen militärischen Bedrohung durch das Königreich Dahomey. Der „Schutzvertrag“ mit Frankreich wurde 1863 abgeschlossen, nachdem 1861 britische Anti-Sklaverei-Schiffe den Hafen angegriffen hatten. Ein Angriff Dahomeys auf Porto-Novo bot den Franzosen den Anlass dafür, sich Dahomey untertan zu machen. 1883 wurde Porto-Novo in die französische Kolonie Dahomey eingegliedert. Als König Toffa von Porto-Novo (1874–1908) starb, hörte das Königreich Porto-Novo formell auf zu existieren. Frankreich gründete einen Kanton Porto-Novo und setzte König Toffas Nachfahren als Kantonschefs ein. Porto-Novo war der Ausgangspunkt für die französischen Besitznahmen in der Region gewesen und wurde nicht zuletzt deshalb im Jahr 1900 zur Hauptstadt der Kolonie Dahomey, der späteren Republik Benin.
Die Leichtathletik-Afrikameisterschaften 2012 fanden in Porto-Novo statt.

## Bevölkerung
Porto-Novo hat 267.191 Einwohner (Stand: 2012).
Bevölkerungsentwicklung:
- 1979 (Volkszählung): 133.168 Einwohner
- 1992 (Volkszählung): 179.138 Einwohner
- 2002 (Volkszählung): 223.552 Einwohner[8]
- 2013 (Volkszählung): 264.320 Einwohner[9]

Im Jahr 2002 waren 90,46 % der Einwohner jünger als 50 Jahre. In ethnischer Hinsicht sind etwa zwei Drittel der Bevölkerung Goun und Fon und etwa ein Viertel Yoruba. Porto-Novo liegt im Zentrum des Yoruba-Siedlungsgebiets in Benin. Zu den in der Stadt lebenden ethnischen Minderheiten zählen unter anderem Adja, Mina und Toffin. Laut Volkszählung 2002 gehören 45,7 % der Einwohner christlichen Gemeinden an, 25,1 % sind muslimischen Glaubens und 29,2 % Anhänger traditioneller Religionen wie Voodoo. Unter den Christen finden sich Evangelikale, Katholiken, Protestanten und Anhänger des Christianisme Céleste.

## Politik
Der Bürgermeister von Porto-Novo ist seit 2008 Moukaram Océni. Das Rathaus befindet sich im Stadtviertel Agbokou. In der Ausübung seiner Funktionen wird der Bürgermeister von einem eigenen Kabinett und einem Generalsekretariat unterstützt, das drei technische Direktionen umfasst. Die Arrondissements werden von chefs d’Arrondissements (Bezirksvorstehern) geleitet, denen die Vorsteher der Stadtviertel, die chefs des quartiers, unterstehen.

## Kultur und Sehenswürdigkeiten
Das Stadtzentrum ist von historischen Gebäuden, Villen aus der Kolonialzeit und steingepflasterten Straßen geprägt. Die Architektur und Kultur verrät teilweise afrobrasilianische Einflüsse, da sich einige Nachkommen afrikanischer Sklaven aus Brasilien in der Stadt ansiedelten.

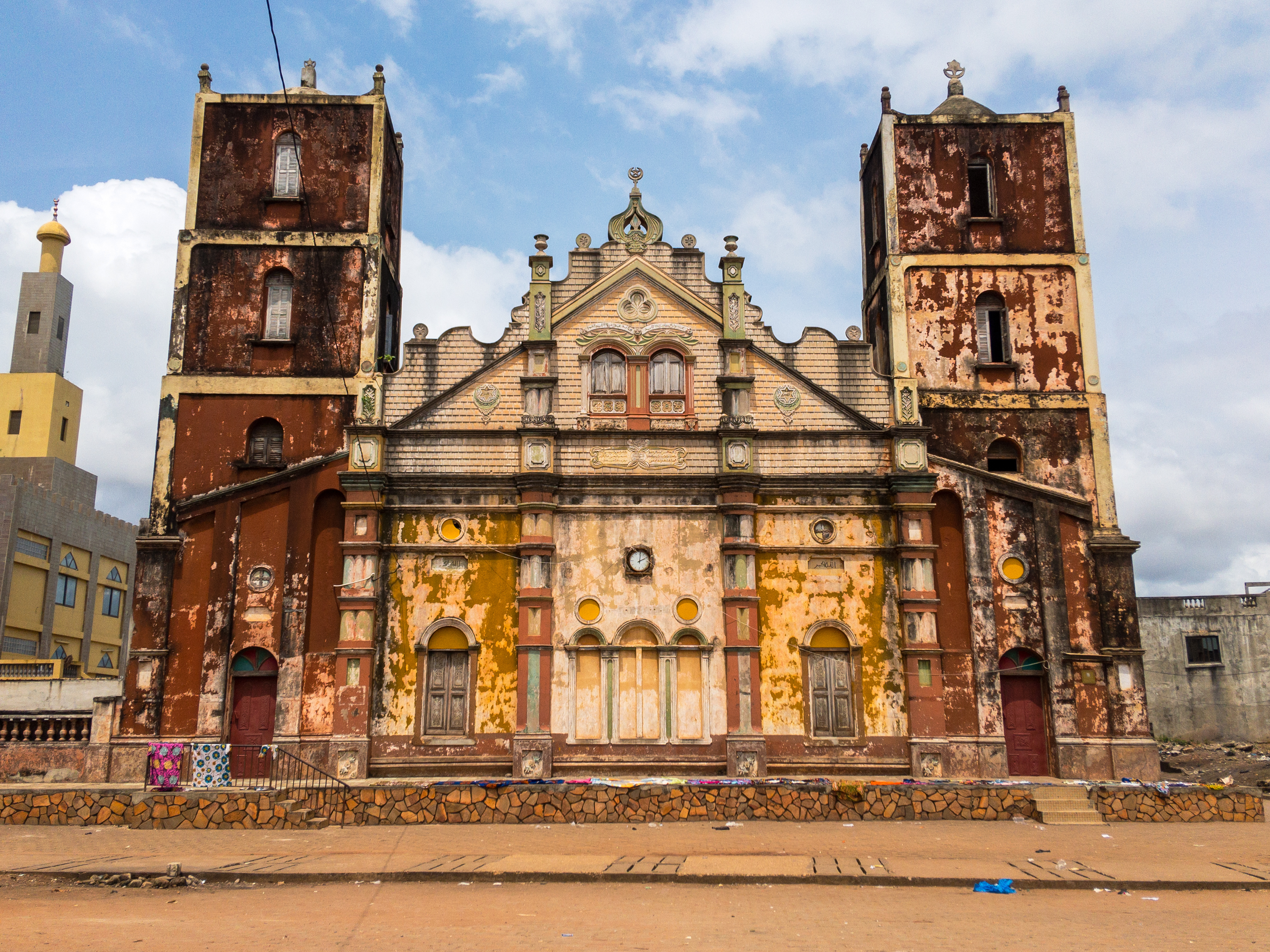
Grande Mosquée, die große Moschee

Im Palast von König Toffa wurde in den 1980er Jahren mit ausländischen Geldern das Nationalmuseum von Porto-Novo eingerichtet. Es ist auch als Musée Honmé bekannt. Mit dem Musée ethnographique Alexandre-Sénou-Adandé de Porto-Novo gibt es ein 1962 gegründetes ethnografisches Museum, das auf das Gelede der Yoruba spezialisiert ist, das seit 2008 von der UNESCO als immaterielles Welterbe anerkannt ist.
Herausragende Beispiele für die afrobrasilianische Architektur der Stadt sind der 1890 errichtete Museumsbau des Musée Da Silva des Arts et de la Culture und das Gebäude der Grande Mosquée („große Moschee“). Die Cathédrale Notre Dame de l’Immaculée Conception, der Sitz des römisch-katholischen Bistums Porto-Novo, wurde in den 1880er Jahren erbaut. Auch die Église du Christianisme Céleste, eine 1947 gegründete christliche Kirche, hat ihren Sitz in der Stadt.
In Porto-Novo befindet sich ferner die Nationalbibliothek Benins. Im Westen der Stadt liegt ein großer botanischer Garten.
Im Charles-de-Gaulle-Stadion werden verschiedene Sportarten wie Basketball, Handball, Volleyball und Boccia praktiziert. Fußballvereine aus Porto-Novo sind der AS Dragons FC de l’Ouémé, der Mogas 90 FC und der USS Kraké.

## Wirtschaft und Infrastruktur

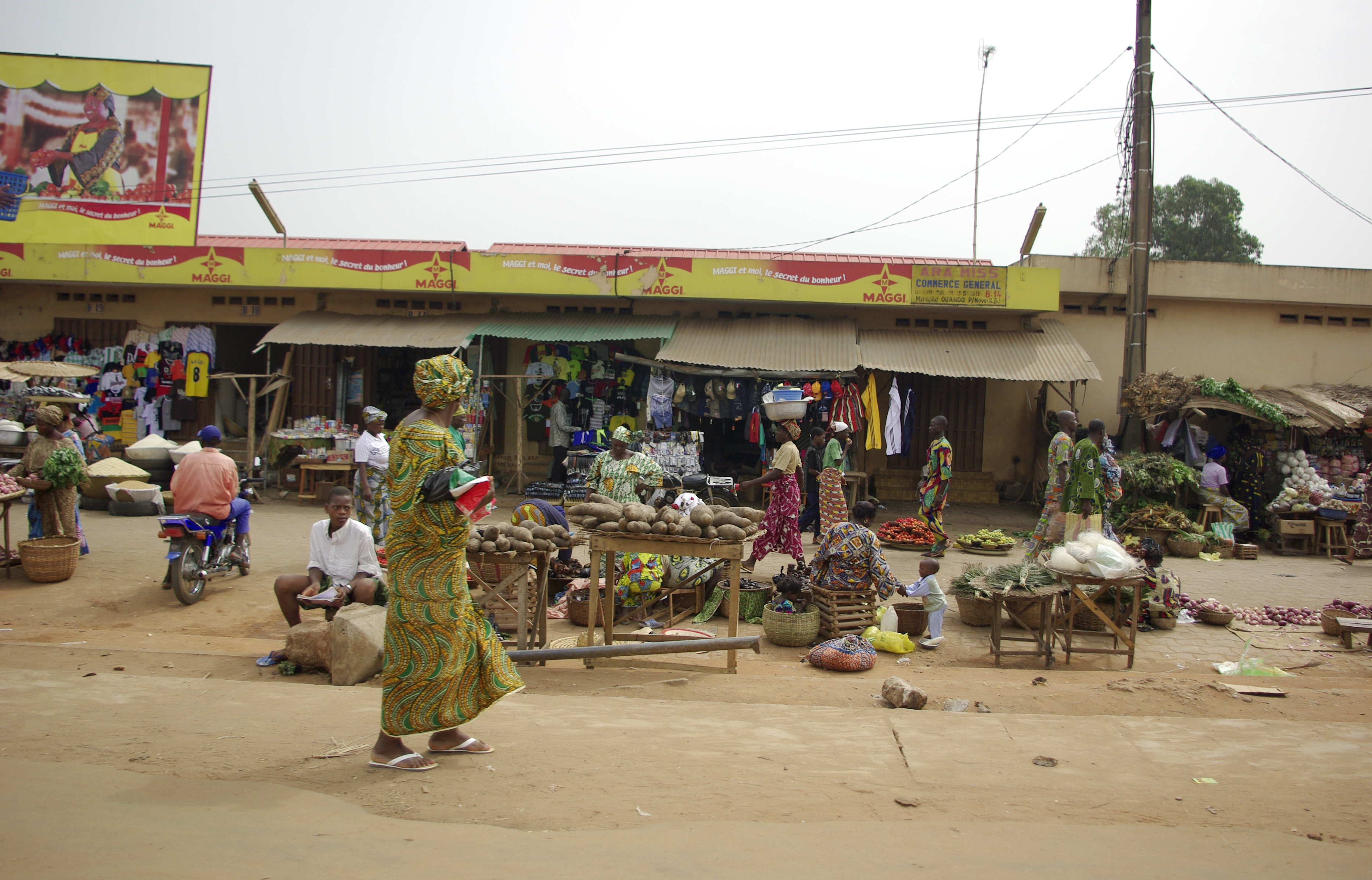
Marché Ouando, ein Markt in Porto-Novo

Das ökonomische Leben in Porto-Novo basiert wesentlich auf der informellen Wirtschaft. Die Stadt ist das Zentrum einer landwirtschaftlichen Region, deren Hauptprodukte Palmöl und Baumwolle sind und die Kapok exportiert. Im Handel sind vor allem Yoruba tätig, während viele Goun und Fon in der Landwirtschaft und im Transportwesen arbeiten. Porto-Novo war mit dem rund dreißig Kilometer entfernten Cotonou durch eine Eisenbahnstrecke verbunden. Die Stadt ist Sitz der Ecole Régionale Supérieure de la Magistrature (ERSURMA), einer Hochschule der Organisation pour l’harmonisation en Afrique du droit des affaires (OHADA), und der Ecole du Patrimoine Africain, einer internationalen Hochschule mit dem Ziel der Bewahrung des afrikanischen kulturellen Erbes. Porto-Novo und Cotonou sind über den Flughafen Cadjehoun mit dem internationalen Luftverkehr verbunden.

## Söhne und Töchter der Stadt
- Anicet Adjamossi (* 1984), Fußballspieler
- Agnès Agboton (* 1960), Autorin, Dichterin, Erzählerin und Übersetzerin
- Colette Sénami Agossou Houeto (* 1939), Beamtin und Ministerin
- Sadikou Ayo Alao (* 1943), Anwalt
- Sourou-Migan Apithy (1913–1989), Präsident Benins
- Cédric Coréa (* 1990), Fußballspieler
- Adélaïde Fassinou (* 1955), Autorin
- Djamal Fassassi (* 1988), Fußballspieler
- Azonhon Faton (1957–2008), Regisseur, Dramatiker und Schauspieler
- Jean-Baptiste Hachème (* 1929), Militär und Politiker
- Paul Hazoumé (1890–1980), Ethnologe, Forscher, Schriftsteller und Politiker
- Romuald Hazoumé (* 1962), Künstler
- Roger Houngbédji (* 1963), katholischer Ordensgeistlicher, Erzbischof von Cotonou
- Louis Ignacio-Pinto (1903–1984), Jurist, Diplomat und Politiker
- Didier Kiki (* 1995), Sprinter
- Gloria Koussihouede (* 1987), Schwimmerin
- Moussa Latoundji (* 1978), Fußballspieler
- Jean Moloise Ogoudjobi (* 1977), Taekwondoin
- Stanislas Ogoudjobi (* 1988), Taekwondoin
- Samuel B. J. Oschoffa (1909–1985), Kirchengründer und Oberhaupt der Celestial Church of Christ
- Nafissath Radji (* 2002), Schwimmerin
- Didier Sossa (* 1993), Fußballspieler
- Paulin Soumanou Vieyra (1925–1987), Pionier des afrikanischen Kinos
- Séïdath Tchomogo (* 1985), Fußballspieler